# 日高川町コミュニティバス
日高川町コミュニティバス（ひだかがわちょうコミュニティバス）は、和歌山県日高郡日高川町にて運行しているコミュニティバスである。
なお、コミュニティバスと同時期に乗合タクシーとして運行開始した日高川町乗合タクシー（ひだかがわちょうのりあいタクシー）についても後で述べる。

## 概要
- 日高川町地域公共交通活性化協議会が策定した、日高川町地域公共交通総合連携計画に基づく御坊南海バスの町内路線再編に伴い生じる路線バス空白区域の解消のため、日高川町乗合タクシーとともに実証運行を開始した。[1]
- 料金は1回乗車200円均一で、高校生以下は無料。
- 毎日運行である。
- 運行は、港タクシーに委託されている。

## 沿革
- 2008年10月1日 - 実証運行開始。[1]
- 2010年10月1日 - ダイヤ改正。小藪川線、朔日線、西の川線追加。その他一部路線・時刻変更。[2]

## 路線
以下の路線がある。（）内は不経由便あり。
寒川線
- 川原河 - 打尾下 - 浅間峠 - 滝頭 - 椿山ダム - 猪谷橋（ - 猪谷温泉） - ぬかごえ - 寒川橋 - 寒川
  - 川原河 - ぬかごえ間は田辺市住民バス龍神日高川線も走っており、コミュニティバスと同じ200円均一で乗車できる。

高津尾・川中周回線
- 本郷 - 高津尾 - 鳴滝温泉前 - 坂野川 - 旧川中支所前 - 下田原 - 三十木橋 - 高津尾 - 本郷
  - 循環路線で、右回り・左回り双方の便がある（上記は左回りの順路）。

小藪川線
- 寒川 - 小藪川
  - 第1・第3水曜のみの運行。

朔日線
- 寒川 - 滝の上
  - 第1・第3木曜のみの運行。

西の川線
- 寒川 - 上西の川
  - 第1・第3金曜のみの運行。

## 車両

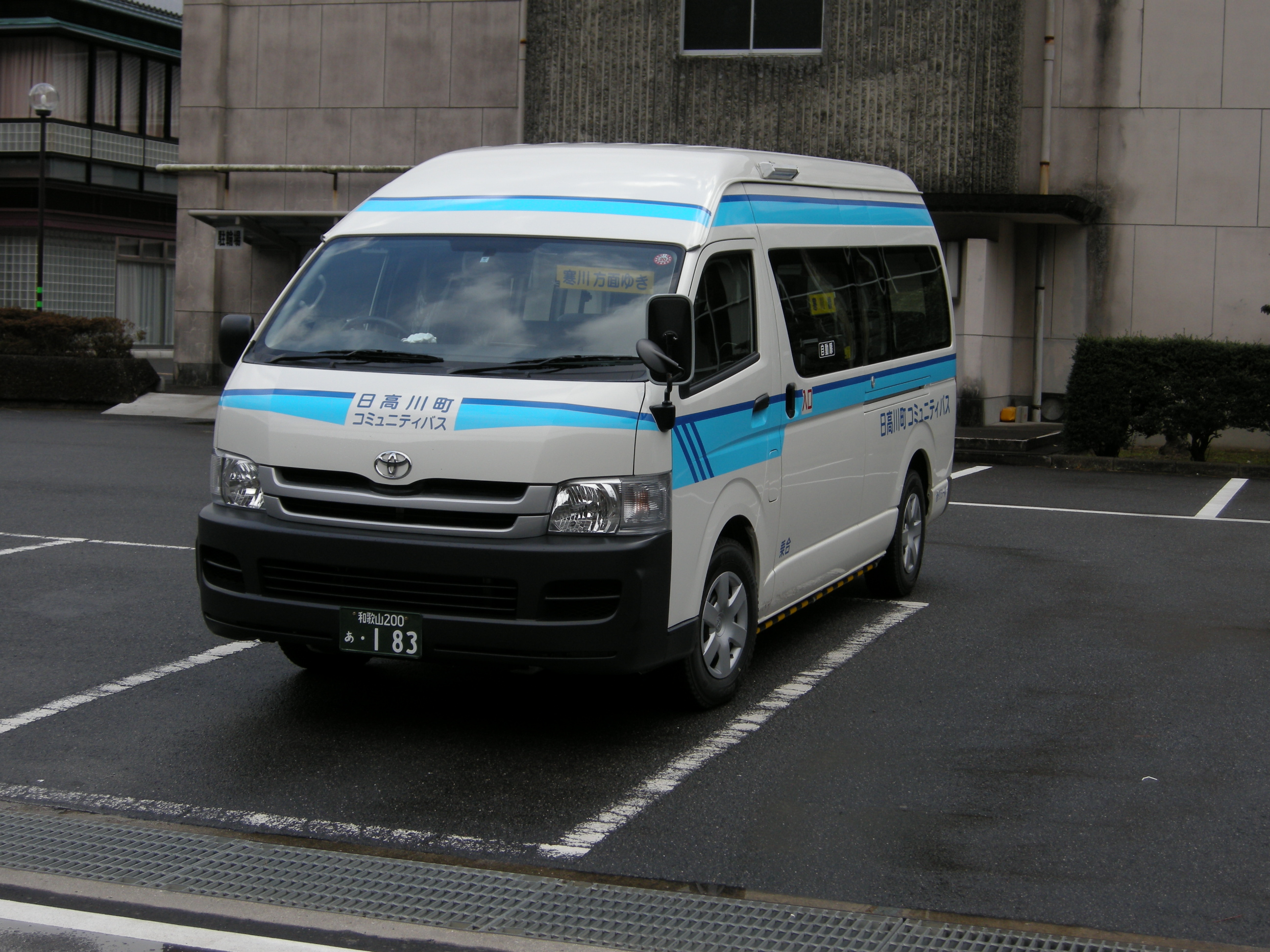
日高川町コミュニティバスの車両（寒川線）

- 15人乗りの車両[1]（トヨタ・ハイエース）を使用している。

## 日高川町乗合タクシー
- 元々町にて「オレンジタクシー」の名で山野方面に乗合タクシーを運行していたが、路線バス再編を機に既存乗合タクシー路線の延長と新路線の開設を行って再スタートした。[3]
- 料金制度は、日高川町コミュニティバスと同じである。
- 運行は、港タクシーに委託されている。

### 沿革
- 2008年10月1日 - 初湯川線、土生・山野線の2路線にて実証運行開始。[1]
- 2009年6月1日 - 中津川線、三津の川線、大滝川線、市川線、上越方線を追加。[4]

### 路線
以下の路線がある。
初湯川線
- 川原河 - 打尾下 - 愛川 - 上初湯川 - 片串

土生・山野線
- Aコープ川辺店 - 日高川町役場前 - オレンジ団地 - 和佐駅 - 江川小学校前 - 山野公園

中津川線
- Aコープ川辺店 - 中津川農業会館前
  - 月曜・水曜・金曜のみの運行。

三津の川線
- 山野公園 - 三津の川
  - 月曜・木曜のみの運行。

大滝川線
- 山野公園 - 大滝川
  - 火曜・金曜のみの運行。

市川線
- 山野公園 - 市川
  - 水曜・土曜のみの運行。

上越方線
- 川原河 - 上越方
  - 月曜～金曜のみの運行。

### 車両
- 小型タクシー車を使用している。[1]